# HMS Astute (P447)
Za druge ladje glejte HMS Astute.
HMS Astute (P447) je bila podmornica razreda amphion Kraljeve vojne mornarice.
Njena kobilica je položil Vickers v Barrow-in-Furnessu.
Splovljena je bila leta 1944 in naslednje leto sprejeta v aktivno rabo.
1. oktobra 1970 so jo razrezali v Dunston on Tyne.